# Trentepohlia (Mongoma) setifera
Trentepohlia (Mongoma) setifera is een tweevleugelige uit de familie steltmuggen (Limoniidae). De soort komt voor in het Oriëntaals gebied.